# Buddy Lewis
John Kelly Lewis, conhecido como Buddy Lewis (10 de agosto de 1916 - 18 de fevereiro de 2011), foi um jogador de beisebol norte-americano.
Durante a Segunda Guerra Mundial, Lewis serviu no Força Aérea do Exército dos Estados Unidos. Entre 1942-44, ele voou mais de 350 missões e foi citada por seu serviço.
Lewis morreu em 18 de fevereiro de 2011, aos 94 anos de idade, após uma longa batalha contra o câncer.